# Palóczi Antal
Palóczi Antal, olykor Palóczy, születési és 1883-ig használt nevén Platzer Antal (Pest, 1849. március 13. – Budapest, 1927. augusztus 16.) magyar építész, városrendező, író, lapszerkesztő.

## Élete
Tanulmányait a budai műegyetemen végezte. 1871-től 1876-ig tanársegéd volt a mű- és középítészeti tanszéken. Ezen időszakban Steindl Imre mellett dolgozott, mint építésvezető. 1879 és 1911 között tanított az Iparrajziskolában. Számos pályázaton vett részt eredménnyel, de főként városrendezéssel foglalkozott (Arad, Brassó, Nagyszeben, Nyíregyháza, Pozsony, Sopron stb.) Budapesten a Szabadság tér, a lágymányosi állandó vásártelep, a Tabán rendezése, a villamosok lánchídi aluljárója voltak a főbb tervei. Elméleti munkákat is kiadott. Platzer családi nevét 1883-ban változtatta Palóczira.
Szerkesztette az Építészek Naptárát 1895-től Budapesten.
A Fiumei úti sírkertben nyugszik.

### Emlékezete
2005-ben Kolber István akkori tárca nélküli miniszter alapította a róla elnevezett Palóczi Antal-díjat, a  településrendezés területén elért eredmények díjazására.

## Ismert épületei
- 1879: öntöttvas zenecsarnok, Székesfehérvár, Zichy liget nyugati oldalán[7]
- 1887–1888: lakóház, Budapest, Rottenbiller utca 39.[8]
- 1910: emeletes ház, Budapest, Wekerletelep, Corvin körút 41.
- 1911: emeletes ház, Budapest, Wekerletelep, Mészáros Lőrinc utca 14.

A Budapest, Keleti Károly utca 17. szám lakóházat (1907) tévesen hiszik Pálóczi művének, ő azt csak megvette, és a nevét helyezte el rajta.

### Tervben maradt épületek
- 1883: Országház, Budapest[11]
- 1890-es évek: emlékmű a Citadella helyére, Budapest, Gellért-hegy teteje[12][13]
- 1891: Iparművészeti Múzeum, Budapest[14]
- 1891: egyéb tervek a Gellért-heggyel kapcsolatban (Novák Ferenc közösen)[15]
- 1915: Székesfővárosi krematórium, Budapest[16][17]
- 1917: Pozsonyi egyetem[18]

## Képtár

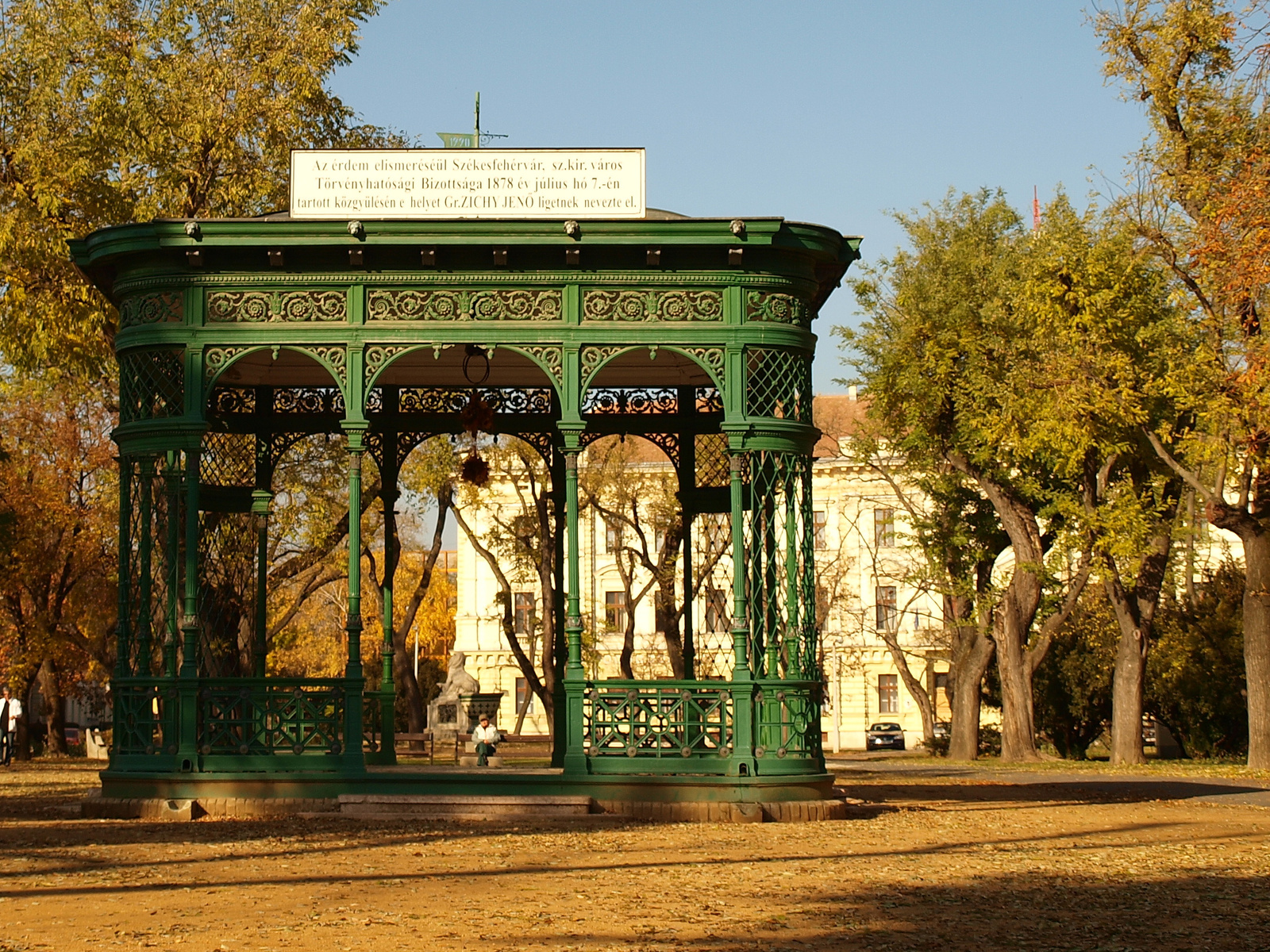
öntöttvas zenecsarnok, Székesfehérvár
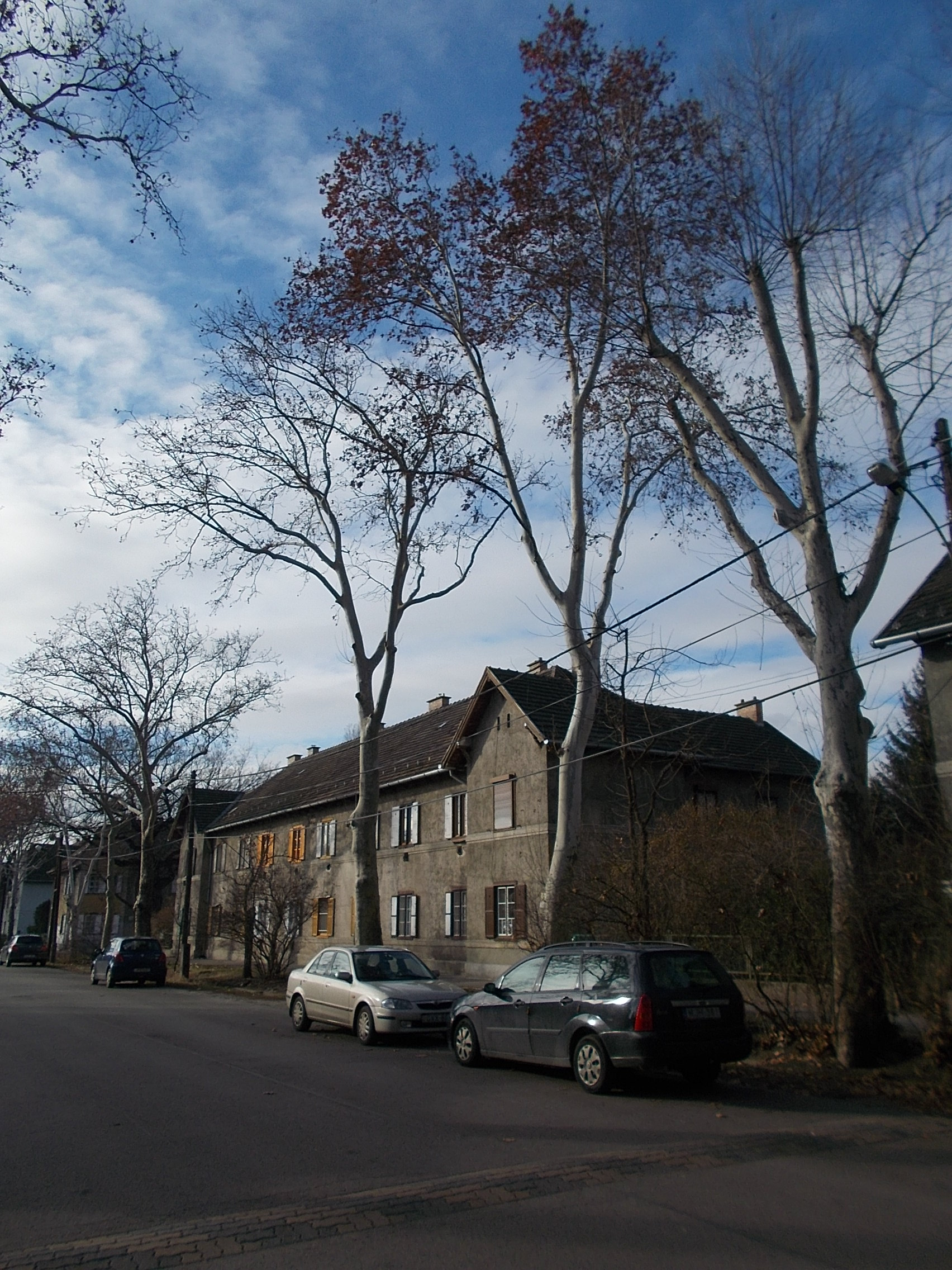
emeletes ház, Budapest, Wekerletelep, Mészáros Lőrinc utca 14.
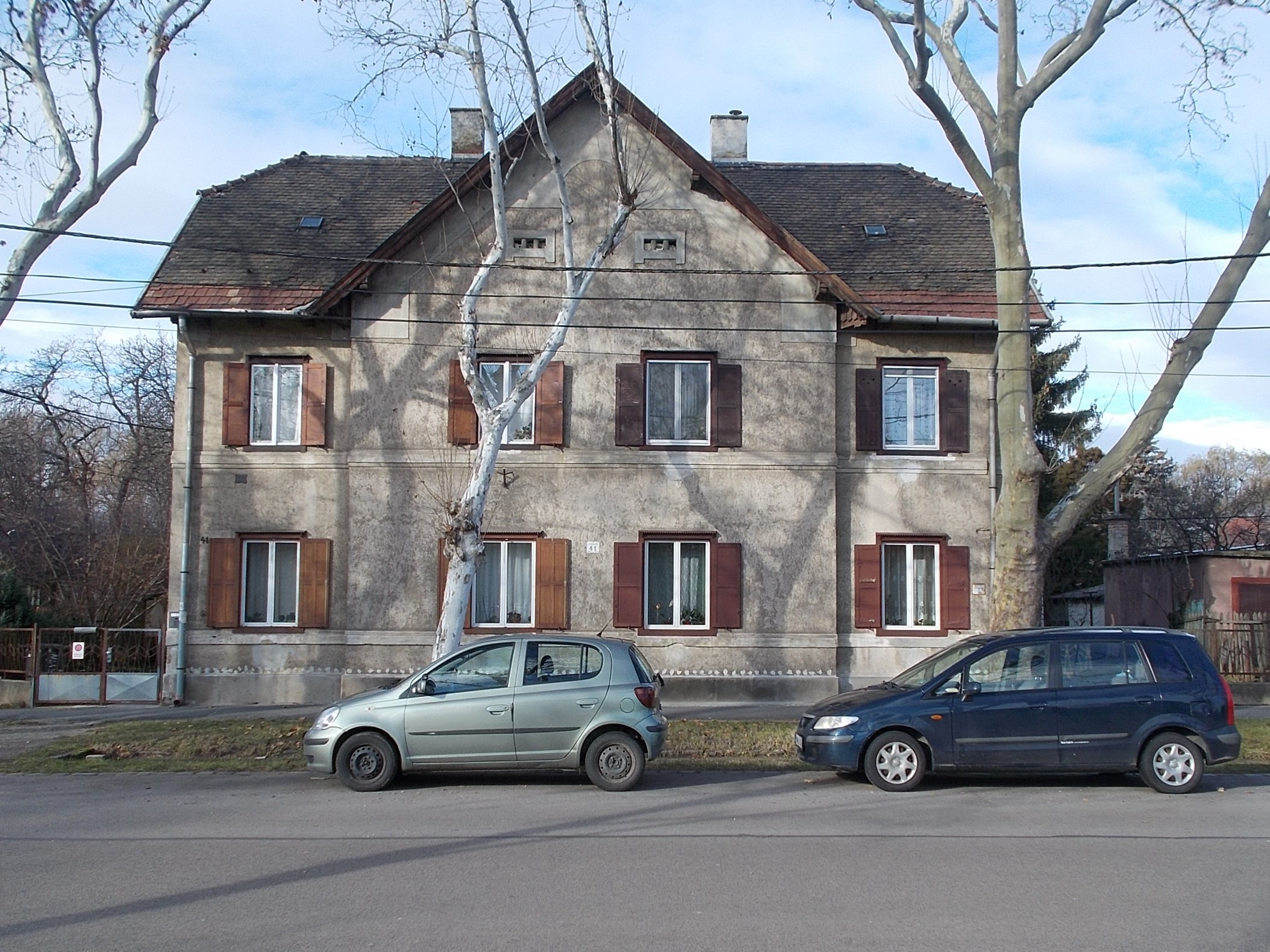
emeletes ház, Budapest, Wekerletelep, Corvin körút 41.

## Önállóan megjelent írásai
1. Vignola oszloprendszerei. Módszeres szerkesztéssel magyarázva. 12 fototipografozott táblával. Budapest, 1890. (2. bővített kiadás: Budapest, 1897).
2. Budapest főváros alaki rendezéséről. Különös tekintettel a belváros szabályozására. Budapest, 1892. Tervmelléklet: A belváros szabályozási térképe. (Különnyomat a Magyar Iparból).
3. Budapest új székházáról. Budapest, 1899. (Tervjavaslattal).
4. A fővárosi közmunkák tanácsa 1898. működéséről szóló hivatalos jelentésének kritikai ismertetése. Budapest, 1899. (Különnyomat az Építő Iparból).
5. Budapest városházáról. Budapest, 1900. (Különnyomat a Magyar Iparból).
6. Városok rendezése Budapest viszonyainak egybevetésével. Tanulmány. Budapest, 1903.